# Mehmet V
Mehmed V (محمد الخامس in arabo, detto Reşad o Reşat o Reshid Effendi; Istanbul, 2 novembre 1844 – Istanbul, 3 luglio 1918) fu il trentacinquesimo sultano dell'Impero ottomano e il novantanovesimo califfo dell'Islam. Fratellastro di Murad V, Abdul Hamid II e Mehmed VI, regnò dal 1909 fino alla sua morte.

## Primi anni
Nipote di Mahmud II, era il terzo figlio maschio del sultano Abdülmecid I, che aveva 8 figli e 24 figlie. Sua madre era Gülcemal Kadin. Nacque nel vecchio palazzo di Çırağan. Mehmed Reşat aveva 7 anni quando sua madre Gülcemal Kadın morì di tubercolosi. La sua infanzia trascorse con suo padre, ma non fu prestata molta attenzione alla sua educazione. Durante il regno di suo fratello maggiore Abdülhamid II tra il 1876 e il 1909, sebbene fosse il principe ereditario, dovette vivere una vita chiusa nell'ufficio della corona del Palazzo di Dolmabahçe. Dal momento che era l'erede, era tenuto sotto costante controllo. Raramente gli fu permesso di andare alla fattoria Balmumcu. Ma gli era proibito incontrare altri e viaggiare per Istanbul. Si afferma che Mehmed Reşat, i cui occhi erano azzurri, evitarono di incontrare suo fratello maggiore Abdülhamid II, che temeva che avrebbe attirato il malocchio su se stesso. Trascorre le sue giornate nell'harem; Dürr-i E si prese cura delle sue dame di nome Mihr-engiz e dei suoi principi di nome Ziyaeddin, Necmeddin e Ömer Hilmi e si divertiva. Aveva uno stretto interesse per la letteratura persiana, i soggetti Mawlavi e soprattutto Masnawi. Leggeva anche poesie e altri libri.
Dopo la proclamazione della seconda era costituzionale nel 1908, secondo il protocollo come principe ereditario, iniziò a partecipare alle cerimonie usando il nome onorifico di "Hazretleri Devletû Necabetû Veliahd-ı Saltanat Reşat Efendi". Ricevette simpatia tra la gente con il suo volto sorridente e lo sguardo caloroso. È documentato che suo fratello Abdülhamid II, a cui non piaceva questo tentativo di mantenere la carica e si rese conto che era venuto al gioco, lo afferrò per il colletto su invito al Palazzo di Yıldız e disse: "Queste cose stanno uscendo da sotto la tua testa".

## Regno

### Inizio del regno
Dopo l'incidente del 31 marzo, nel 1909, Abdülhamid II fu deposto dal Majlis-i Milli e Veliaht Reşad Efendi, che aveva 65 anni, fu intronizzato con il sostegno del Comitato di Unione e Progresso. Come nome del sultanato, fu deciso di usare il nome "Mehmed", non "Reşad", che era il suo nome originale. Questo cambio di nome è stato fatto con il suggerimento di Ferik Sami Pascià e si afferma che la ragione era quella di stabilire una connessione tra l'ingresso di Fatih Sultan Mehmed a Istanbul con il suo esercito e l'arrivo dell'Esercito del Movimento a Istanbul. Sebbene fosse intronizzato con il titolo di Mehmet V, fu chiamato Sultan Reşad dal popolo.
Sebbene fosse arrivato al sultanato con la decisione del Meclis-i Milli, aveva il diritto di essere il sultano essendo il "figlio di akbar" della dinastia ottomana.
La cerimonia si tenne presso l'edificio Harbiye Nezareti a Beyazıt. Per questa cerimonia, il nuovo sultano si imbarcò sul piroscafo "İhsaniye" al Palazzo di Dolmabahçe a Sirkeci. Durante questo viaggio in mare, i colpi di cannone d'onore delle navi militari lo spaventarono. Mentre guidava da Sirkeci a Beyazıt nella sua auto regnante, fu applaudito con entusiasmo dagli abitanti di Istanbul allineati su entrambi i lati della strada. Nel suo discorso dopo la preghiera di giuramento, disse: "Sono il primo sultano di Hürriyet e il mio mufthirim in questo" e d'ora in poi divenne noto come il "Sultano della Costituzione". Mehmed V fu il sultano più anziano a salire al trono tra i sultani ottomani. Il 5 maggio 1909 Ahmed Tevfik Pascià, l'ultimo gran visir di Abdülhamid II, si dimise sotto la pressione dei membri del Comitato Unione e Progresso e il nuovo governo fu formato sotto il gran visir di Hüseyin Hilmi Pascià.

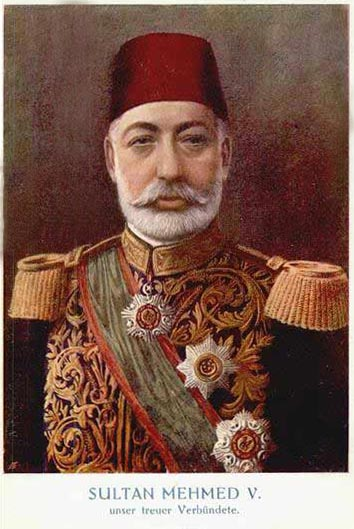
Il sultano Mehmet V nel 1917

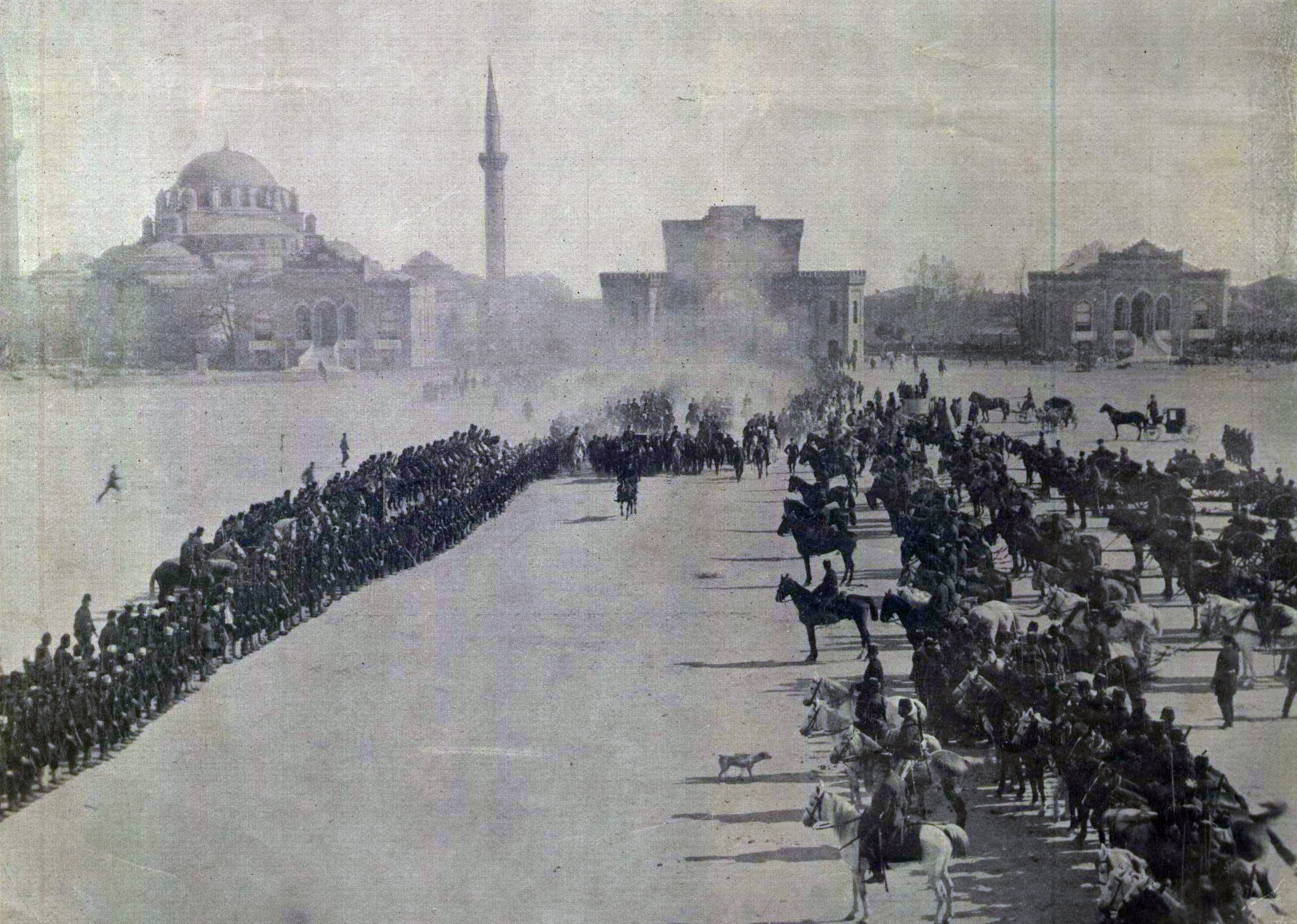
La cerimonia del giuramento del sultano, immagine tratta dalla rivista Sehbal, datata 15 maggio 1909

Il 10 maggio 1909 si tenne a Eyüp una processione di spade per Mehmed V. Il sultano salì a bordo dello yacht "Söğütlü" da Dolmabahçe e andò a Eyüp dal mare attraverso il Bosforo e il Corno d'Oro. Alla tomba di Eyüp, Şeyhülislam Sahip Efendi e Konya Mevlevi Dergâhı Postniche Abdülhalim Efendi armarono la spada del sultano Osman. Poi Mehmed V, che salì sull'auto reale, visitò la tomba di Fatih nella moschea di Fatih. Poi tornò al Palazzo di Dolmabahçe con il suo carro del regno. Soprattutto durante i lunghi anni del regno di Abdulhamid II, il fatto che il sultano non apparisse per le strade di Istanbul e che il nuovo sultano viaggiasse in auto in città e salutasse tutti con un volto sorridente creò grande eccitazione tra la gente di Istanbul, anche se era strano.
Uno dei suoi primi atti come sultano fu la sostituzione del palazzo della residenza e le processioni del venerdì. Lasciò il Palazzo di Yıldız, il palazzo di residenza di Abdülhamid, e si stabilì nel Palazzo di Dolmabahçe. Ma il Palazzo di Dolmabahçe era vecchio e trascurato. Il palazzo subì riparazioni molto accurate; tutte le stanze del palazzo, compreso il seminterrato, furono riparate e messe a disposizione, e costruiti impianti di elettricità e riscaldamento. Tuttavia, la nuova installazione non fu utilizzata perché il sultano Mehmed Reşat preferiva la lampada a gas all'elettricità e al riscaldamento con la stufa. La processione settimanale del venerdì cominciò a svolgersi in diverse moschee del distretto. Per questo motivo, i carri del sultanato e dei landon che marcivano a İstabl-i Amire a causa del fatto che non erano stati usati durante il regno di Abdulhamid furono riparati; furono acquistati nuovi cavalli abituati alle strade cittadine. Come soluzione ai problemi del protocollo del corteo, il soldato più anziano Ahmed Muhtar Pascià iniziò a sedere accanto al sultano in questi reggimenti.
Durante il regno del sultano Abdülhamid II, non poté acquisire esperienza negli affari di stato perché viveva in prigione e la sua età era di 65 anni. Era già mite e debole di volontà. Per questi motivi, durante il suo sultanato, l'amministrazione statale rimase per lo più nelle mani di Ismail Enver, Mehmed Talat Pascià e Cemal Pascià, che erano giovani e dinamici leader del Partito dell'Unione e del Progresso. Ci furono dimostrazioni di questi leader che amavano molto il nuovo sultano. "Reşat Gold", che porta il suo nome, è stato introdotto sul mercato. Molti distretti di Istanbul e città e villaggi anatolici hanno ricevuto il nome di "Reşadiye". Sebbene Mehmed V abbia insistito con i membri del tempio che non avrebbe approvato l'impiccagione dei criminali comuni, in particolare criminali politici legati all'incidente del 31 marzo e contro il Partito dell'Unione e del Progresso, nelle piazze della città, alla fine non è stato in grado di resistere all'insistenza degli amministratori del Partito dell'Unione e del Progresso al potere e ha dovuto approvarli. I cadaveri dei criminali impiccati sul patibolo allestito nelle piazze della gente della città divennero le immagini usuali a Istanbul. Questa performance fu uno dei principali esempi dell'approvazione da parte di Mehmed Reşad di un gran numero di leggi, decreti e testamenti durante il suo regno senza alcuna obiezione o addirittura senza rendersene conto.
Il 29 dicembre 1909, il Gran Visir Hüseyin Hilmi Pascià, che assunse l'amministrazione dello stato ma non gli piaceva il fatto che i membri del Comitato di Unione e Progresso interferissero costantemente in questi affari di stato, si dimise. İbrahim Hakkı Pascha fu nominato e formò il suo nuovo governo il 12 gennaio 1910. Ci si aspettava che questo governo sarebbe stato più libero, ma presto il gabinetto passò sotto l'influenza di Mahmut Şevket Pascià, il leader del Comitato di Unione e Progresso, Ministro dell'Esercito e della Guerra.

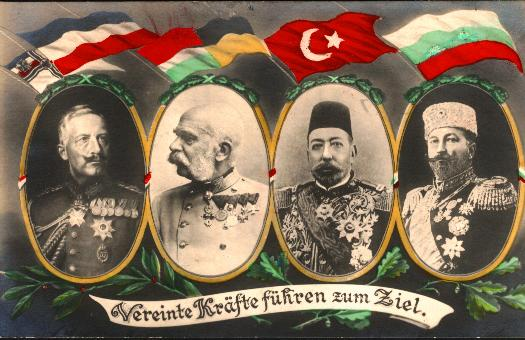
Leader delle forze alleate

Nel 1910 si verificarono una serie di eventi degni di nota. Il 19 gennaio 1910, il Palazzo di Çırağan, che all'epoca era l'edificio del Parlamento-i Mebusan, un incendio scoppiò dal camino di riscaldamento in soffitta. È stato riferito che a Mehmed V non piaceva questo palazzo perché era stato costruito da suo zio Abdülaziz e non voleva viverci, e quindi non si sentiva dispiaciuto per questo incendio. Nello stesso anno scoppiò la "rivolta albanese del 1910" e questa rivolta fu soppressa dalle forze sotto il comando del ministro della guerra Memduh Şevket Pascià, che fu inviato contro di lui il 1º gennaio 1911. Nel 1908, dopo che i membri del Parlamento cretese votarono per l'unificazione con la Grecia in occasione della pausa del primo ministro e dell'istituzione della seconda legittimità ottomana, il loro giuramento di fedeltà al re greco nel 1910 sollevò la questione se dovessero essere subordinati allo stato ottomano e a Mehmed V. Dopo la diffusione di voci secondo cui il giornale "Sada-ı Millet", pubblicato come proprietario di Cosmopolitan Efendi e redattore capo di Ahmed Samim Bey, stava lavorando a favore del Patriarcato, Ahmed Samim Bey fu ucciso a Bahçekapı il 9 giugno 1910. Funzionari statali durante i mesi di maggio e giugno; membri del Consiglio e Ayan; con inviati stranieri, alafranga ha partecipato a una serie di banchetti regolari e musicali (ad esempio Tokatlıyan Hotel, Beylerbeyi Palace, Dolmabahçe Palace).
Il 6 febbraio 1911 scoppiò un incendio nel Bâb-ı Âli, il centro dell'amministrazione statale, e gli uffici del Gran Visir e del Ministero degli Affari Esteri furono liberati. Gli uffici dello Stato Shura-i, del Ministero degli Affari Interni, del Mektübcu, del Teşrifatçı, del Beylikçi, del Sadaret Kalemi e del Vak'anüvis furono completamente bruciati. Si afferma che Mehmed V, che non era arrabbiato per l'incendio del Palazzo di Çırağan, era molto turbato per questo incendio. Nel 1911 Mehmed V accettò le visite di Eugenia, l'ex imperatrice francese, e dello scrittore Pierre Loti. Il 5 giugno 1911 il sultano Mehmet V iniziò il suo viaggio verso la Rumelia con la corazzata "Barbaros" dal mare. Ha visitato Salonicco, Skopje e Pristina. Ha tenuto le preghiere del venerdì con una congregazione di 100.000 persone a Mashhad al-Hudavandigar, il mausoleo di Murad I, in Kosovo. Tornò a Istanbul il 26 giugno.

## Morte
Il regno di Mehmed Reşat durò 9 anni. Morì di insufficienza cardiaca mercoledì 3 luglio 1918, all'età di 73 anni. In salute, fece costruire la propria tomba dall'architetto Mimar Kemaleddin nel quartiere di Eyüpsultan, vicino alla costa, presso la tomba del sultano Reşat. Anche suo fratello e successore, Mehmet VI, partecipò al funerale. Lo storico Salahi R. Sonyel affermò nel suo libro che la causa della morte di Sultan Rashad fu "l'influenza spagnola".

## Famiglia
Mehmed V aveva un harem poco numeroso, così come pochi figli. Fu anche l'unico sultano a non prendere nuove consorti dopo la sua salita al trono.

### Consorti
Mehmed V aveva cinque consorti:
- Kamures Kadın (5 marzo 1855 - 30 aprile 1921). BaşKadin. È chiamata anche Gamres, Kamres o Kamus. Di origini caucasiche, sposò Mehmed quando era ancora Şehzade. Aveva un figlio.
- Dürriaden Kadın (16 maggio 1860 - 17 ottobre 1909). Seconda Kadın. Nata Hatice Hanim, sposò Mehmed quando era ancora Şehzade. Era zia di Inşirah Hanim, che fu consorte di Mehmed VI. Aveva un figlio.
- Mihrengiz Kadın (15 ottobre 1869 - 12 dicembre 1938). Seconda Kadın dopo la morte di Dürriaden. Circassa, nata Fatma Hanım, sposò Mehmed quando era ancora Şehzade. Aveva un figlio.
- Nazperver Kadın (12 giugno 1870 - 9 marzo 1929). Terza Kadın dopo la morte di Dürriaden. Nata Rukiye Hanim, era una principessa abcasa della famiglia Çikotua e nipote di Dürrinev Kadın, consorte del sultano Abdülaziz (zio di Mehmed V) che si occupò di educarla. Sposò Mehmed quando era ancora Şehzade. Aveva una figlia.
- Dilfirib Kadın (1890 - 1952). Quarta Kadın dopo la morte di Dürriaden. Circassa, sposò Mehmed quando era ancora Şehzade. Era amica intima di Safiye Ünüvar, insegnante a Palazzo. Non ebbe figli da Mehmed, ma dopo la sua morte si risposò ed ebbe un figlio.

### Figli
Mehmed V aveva tre figli:
- Şehzade Mehmed Ziyaeddin (26 agosto 1873 - 30 gennaio 1938) - con Kamures Kadın. Ebbe cinque consorti, due figli e sei figlie.
- Şehzade Mahmud Necmeddin (23 giugno 1878 - 27 giugno 1913) - con Dürriaden Kadın. Nato affetto da cifosi, non si sposò né ebbe figli.
- Şehzade Ömer Hilmi (2 marzo 1886 - 6 aprile 1935) - con Mihrengiz Kadın. Ebbe cinque consorti, un figlio e una figlia. La sua pronipote Ayşe Gülnev Osmanoğlu è diventata autrice di romanzi storici sulla dinastia ottomana.

### Figlie
Mehmed V aveva una figlia:
- Refia Sultan (1888 - 1888) - con Nazperver Kadın. Morì neonata.